# 기모노
기모노(일본어: 着物)는 일본의 전통 의복이다. '일본 옷'이라는 뜻의 와후쿠(和服)라고도 한다. ‘기모노’라는 단어의 본래 뜻은 ‘입는 것’(きるもの)으로 메이지 유신을 거쳐서 의미가 축소되었다.
기모노는 길고 넓은 소매가 달려있고 깃이 있는 일직선으로 된 T자 형의 겉옷으로 되어 있다. 남녀 모두가 기모노를 입기 때문에 옷단은 발목까지 내려간다. 기모노는 몸 주위를 감싸는 형태로, 시신을 매장할 때를 제외하고 항상 왼쪽 부분이 오른쪽 부분을 여미도록 입어야 하며, 오비라고 부르는 넓은 허리띠를 두른 후 등 뒤로 묶어 옷을 고정한다. 기모노를 입을 때는 보통 전통 신발(조리와 발가락 부분이 나뉘어 있는 버선(다비)을 함께 신는다.
오늘날 기모노는 여성들이 의례나 결혼식과 같은 특별한 행사가 있을 때 많이 입는다. 결혼하지 않은 여성이 입는 전통적인 기모노는 후리소데라고 부른다. 후리소데는 소매가 길고 매우 넓으며, 자수나 염색을 이용한 화려한 무늬로 장식되어 있다. 일부 노년의 일본인들은 오늘날에도 기모노를 일상복으로 입는다. 남자들은 보통 결혼식과 다도, 공식적인 행사가 있을 때 기모노를 입는다. 전문 스모 선수들은 공식 석상에서는 항상 일본 전통 의상을 입어야 하기 때문에 기모노를 입고 등장할 때가 많다. 이들은 보통 안감이 없는 면화 형태의 유카타와 같은 간편한 종류의 의상을 입는다.

## 역사

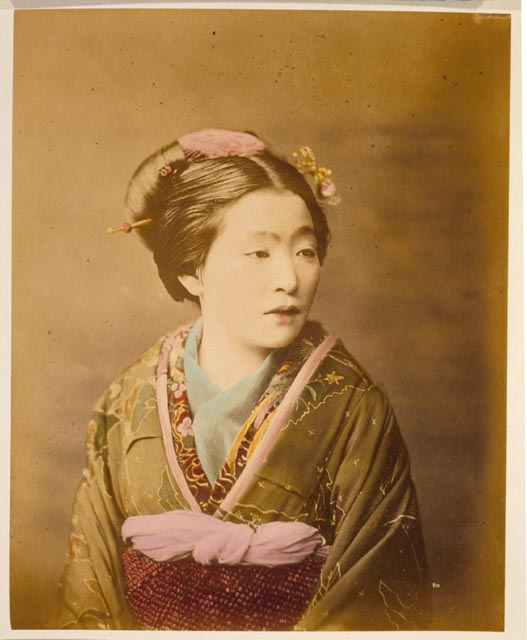
1870년 경, 기모노를 입은 일본 여성. 《일본의 풍경과 복장》

일본 의복은 5세기 초기부터 중국의 영향을 받았으며, 8세기 경에는 특히 여성층의 복식에서 당나라의 영향을 받아 옷깃을 여미는 법에 변화를 주었다. 귀족 중심의 문화가 주를 이룬 헤이안 시대에는 중국의 의상을 일본의 풍토에 맞추어 개량하면서 의복이 양식화되고 매우 화려해졌다. 무로마치 시대에는 오늘날 소매가 좁은 기모노인 고소데를 속옷에서 일상복으로 입기 시작하였으며, 허리띠인 오비의 초기 형태도 등장하였다. 네덜란드인이나 포르투갈인의 방문으로 새·꽃·사람 등의 무늬를 여러 가지 빛깔로 날염한 천인 사라사(更紗)가 사용되기 시작하였다.
에도 시대에 와서는 가부키나 우키요에 같은 서민 문화가 발달하면서 옷을 입는 방식에도 유행이 따르게 되었다. 넉넉하게 입는 형태가 유행하면서 미혼 여성의 옷 소매가 길어졌으며, 단순한 고정 끈의 역할이었던 오비도 묶는 방법이 다양한 형태로 발전해가면서 폭도 점점 넓어지고, 뒤로 묶는 것이 일반화되었다. 예를 들어서, 옷을 꼭 맞는 수치로 말아서 만든 쓰이타케의 기모노는 옷의 솔기를 뜯어서 세탁하였기 때문에 오비도 가늘고 편리했으나, 옷 길이를 키에 맞추어 여분을 허리 위에서 말아올려 댄 오하쇼리가 있는 기모노는 오비의 폭을 두껍게 하여 맵시있게 입었다. 이후에는 남자와 여자의 기본적인 기모노 형태가 크게 바뀌지 않고 계속 남아있게 된다. 기모노를 만드는 작업은 고급 재료를 이용한 특수한 기술을 사용하기 때문에 굉장한 예술 활동으로 여겨진다.
메이지 시대를 거치면서 격식을 갖춘 기모노 차림은 현대적인 서양 의복과 일상복인 유카타로 교체되기 시작했다. 메이지 천황의 칙령으로 경찰과 역무원, 선생의 복장이 서양식으로 바뀌었으며, 군대와 소년들의 교복 또한 서양식을 따르도록 하였다. 하지만 여성들은 계속 기모노를 입었으며, 남성들도 공식적인 자리 이외에는 기모노를 일상복으로 입는 경우가 많았다. 1920년대에는 여학생들이 학교 내외에서 일상복으로 원피스 형태의 하카마를 많이 입었는데, 다이쇼 시대 후반부터 세일러복을 제복으로 입는 경우가 늘어났다. 1923년 간토 대지진 당시 동작이 불편한 기모노를 입은 여성들이 약탈의 대상이 되기도 하였기 때문에, 다음 해 동경부인아동복조합(東京婦人子供服組合)이 발족하면서 여성 의복의 서양화를 추진하였다.
1940년 11월 2일에는 일본 정부가 남성들이 서양식 의상인 국민복(国民服, 쿠로후쿠)을 정장으로 입도록 권장하였다. 국민복은 1945년 종전 때까지 대량 생산하였기 때문에 차려 입는 남성의 비율도 높았다. 2차 세계 대전 중에는 공습의 피해로 여성들은 기모노를 입는 경우가 많이 줄었고, 몸빼와 같이 간편하고 활동하기 편한 옷을 많이 입게 되었다. 전쟁이 끝난 직후에는 이러한 간소한 복장이 전쟁에 대한 기억으로 남게되어 점차 기피하게 되었다. 일본인들은 다시 기모노를 입을 수 있게 되었으나, 높은 가격과 번거로운 옷 매무새 때문에, 비교적 싼 가격에 입기 편한 서양식 의복이 일상복으로 점점 자리잡게 되었다. 1965년부터 1975년까지는 간소한 형태의 양모로 만든 기모노가 여성들에게 잠시 유행하기도 하였고, 평등 정신이 널리 퍼지면서 서민들도 비단 기모노를 입을 수 있게 되었다. 그러나 서양식 의복을 입는 사람들이 늘어남에 따라 기모노의 판매도 부진하였다. 기모노를 전문으로 하는 의상 및 포목 업계에서는 판매 촉진을 목적으로 기모노의 고급화를 추진하였지만, 여성층이 양장을 구입하는 경우가 늘고 의식 때 입는 기모노의 수요도 줄어들면서 도리어 포목 업계의 수출 부진이 잇따랐다.
오늘날 일본인들은 서양식 의복을 주로 입으며, 가끔씩 편하고 시원한 유카타를 입는다. 특히 유카타는 여름의 행사용 의상으로 각광을 받게 되면서 모양과 소재가 다양화되고 세련된 모습으로 개량되었다. 유카타 패션의 수요는 대부분이 여성층으로, 남성들에게는 일반적이지 않다. 2000년대를 전후로 하여 입었던 기모노를 다시 판매하는 리사이클 기모노나 쇼와 이전의 기모노를 판매하는 앤티크 기모노 점포가 늘어나면서 잡지 매체를 통해서 기모노를 구입하게 되는 여성도 많아졌다. 이에 따라 격식을 차리지 않고 서양식 의복과 혼합하여 입는 등의 다양한 변형이 이루어지고 있다.

## 제작과 규격

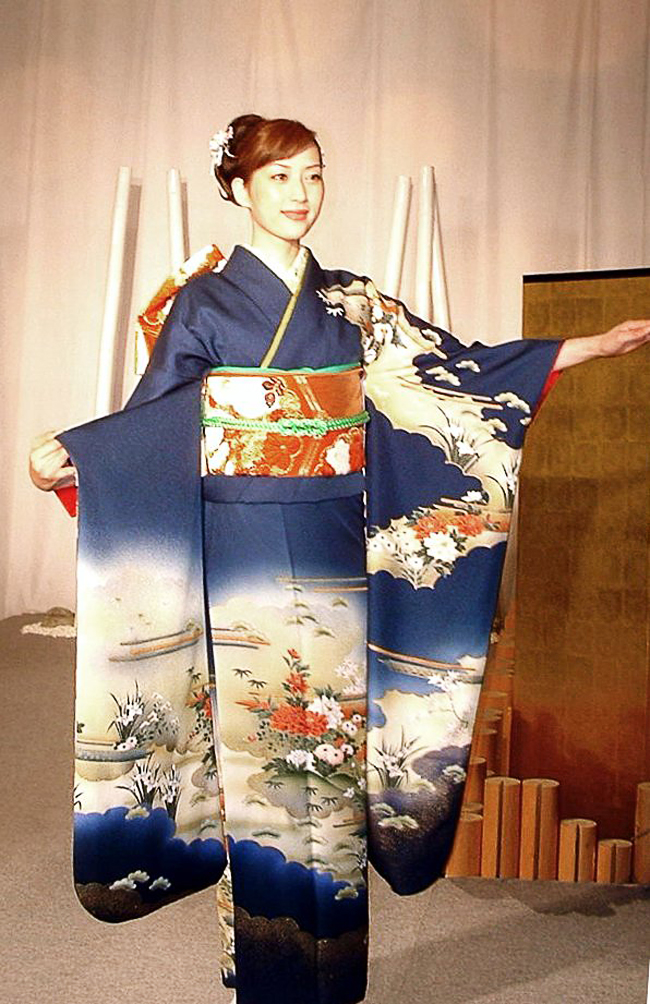
후리소데 기모노를 입은 소녀

남자 기모노는 다양한 크기가 있으며 옷단을 접어올리지 않고 발목까지 내려가야 한다. 여자 기모노는 개개인의 신장에 맞도록 오비 아래에 있는 ‘오하쇼리’를 접어서 폭을 조절한다. 맞춤 기모노는 원칙적으로 팔을 내리고 있을 때 소매가 손목까지 내려가야 한다.
기모노를 제작할 때는 전통적으로 ‘단’이라는 옷감 한 필을 쓰며, 36 cm 폭에 11.5m 길이 정도의 표준 크기를 가지고 있다. 이 옷감 한 필을 써서 기모노 한 벌을 만든다. 기모노를 완성할 때는 옷감으로 네 가지 주요 부분을 만드는데, 두 부분으로 몸을 가리며, 두 부분으로 소매를 만든다. 여기에 추가로 작은 직물을 기모노의 길다란 앞 부분과 깃을 만드는데 쓴다. 기모노는 예부터 각 부분을 따로 세탁하여 다시 직접 연결하였는데, 옷감 한 필을 자르지 않고 그대로 만들었기 때문에 여러 사람에게 잘 맞도록 쉽게 다시 만들 수 있었기 때문이었다.
소매의 최대 폭은 옷감의 길이에 따라 결정된다. 옷 중앙의 척추 부분부터 소매 끝까지의 길이는 옷감 길이의 두 배를 넘지 않는다. 전통 기모노 옷감은 36 센티미터 길이를 넘지 않는 것이 일반적이다. 따라서 척추 부분부터 소매 끝 부분까지는 최대 68 센티미터를 넘지 않는다. 현대 기모노 옷감은 현대 일본인 체형에 맞도록 42 센티미터로 만들어진다. 스모 선수와 같이 매우 크거나 뚱뚱한 사람의 경우는 여러 옷감을 덧대거나 길게 만들어진 옷감, 비표준 크기의 옷감 따위를 사용하여 기모노를 맞춤 제작한다.
전통적으로 기모노는 직접 손으로 만들며, 기계로 만들어지는 기모노도 손으로 꿰매야 하는 부분이 많다. 기모노 옷감 또한 손으로 짜거나 장식하는 경우가 많다. 유젠 염직과 같은 다양한 기법으로 옷감을 장식하고 무늬를 새긴다. 기모노의 많은 부분에 새겨지는 반복되는 무늬는 전통적으로 유젠 염직 기법과 스텐실 기법이 사용된다. 기모노는 처음 생겨난 이후 시간이 흐르면서 오늘날에 이르기까지 오비를 비롯하여 색깔과 옷감, 형식에 다양한 종류가 생겨났다.
기모노와 오비는 비단, 문직 비단, 크레이프 비단(지리멘), 수자 천(린주)으로 만들어왔다. 현대 기모노는 비싸지 않고 관리가 용이한 옷감인 레이온, 면화, 면화 새틴, 폴리에스테르를 비롯한 다양한 화학 섬유를 사용하기도 한다. 격식을 차릴 때에 입는 기모노의 옷감으로는 비단을 최고로 친다.
관습적으로, 직물과 염색을 규칙적인 형태로 가공한 기모노는 격식을 차리지 않은 것으로 본다. 격식을 차린 기모노는 전체 면이나 가장자리에 자유로운 형태의 디자인을 염색하여 입는다. 헤이안 시대에는 기모노를 색채가 풍부한 두 개 혹은 그 이상의 겉옷을 각 옷의 색깔이 드러나도록 덧입었으며, 이러한 색상이 조합을 이루어 무늬를 나타냈다. 오늘날의 기모노는 일반적으로 하나의 면만 입으며, 그 안에 하나 이상의 속옷을 입는다. 기모노의 무늬는 계절마다 다르게 나타날 수 있다. 예를 들어서 나비나 벚꽃 무늬가 새겨진 기모노는 봄에 입는 경우가 많으며, 물과 관련한 디자인의 무늬는 여름 동안에 많이 입는다. 가을 기모노에는 황갈색의 모미지나무 장식이 주를 이루며, 겨울에는 대나무, 소나무, 매화와 같은 디자인으로 꾸며진 기모노를 입는다.
오래된 기모노는 다양한 방법으로 재활용한다. 하오리나 히요쿠, 어린이용 기모노로 고쳐 입기도 하며, 비슷한 기모노에 옷감으로 사용하거나, 손가방과 기모노에 다는 장신구, 덮개와 같은 다양한 도구를 만들기도 한다. 기모노가 손상됐을 경우에는 분리시켜 더러워진 부분이 보이지 않도록 다시 꿰매며, 허리 둘레 아래 부분이 못쓰게 된 기모노는 하카마로도 입는다. 숙련된 직공은 오래된 기모노에서 비단 실을 뽑아내어, ‘사키오리’라는 방법으로 이 실을 남자 기모노에 쓰이는 헤코 오비에 맞는 직물 크기로 다시 짜기도 하였다.

## 가격
일본에서 기모노의 가격은 대체로 10만 엔(한화 100여만 원)을 넘어갈 정도로 비싸며, 입는 방법도 복잡해서 일본에는 아예 기모노를 입혀 주는 사람이 따로 있을 정도다. 다만, 유카타는 일반 기모노의 1/10 정도인 1만 엔(10여만 원) 가량이다.
여성용 고급 기모노 가격은 천만 원 이상을 호가한다. 여기에 오비, 끈, 신발, 버선, 장신구를 합치면 가격이 2천만 원을 넘기기도 한다. 오비는 하나에 몇 백만 원의 값어치를 갖고 있기도 하다. 그러나, 기모노 애호가나 전통 예술 전문가가 소유하는 대부분의 기모노는 이에 비해 훨씬 저렴한 가격이다. 일부 사람들은 표준 양식을 따르거나 오래된 기모노를 재활용하여 자신이 직접 기모노를 만들기도 한다. 또한, 기계로 만든 저렴한 직물을 전통 수제 비단 대신에 쓰기도 한다. 이런 재료로 만든 기모노는 기존 기모노에 비해 가격이 저렴해 몇 만원에 구입할 수도 있다. 오비 또한 만드는데 고급 기술이 필요하기 때문에 대부분의 가격이 비싸며, 최고급일 경우 백만 원을 넘는다. 가장 단순한 형태의 경우 몇 만원 정도의 가격으로 구입할 수 있다. 남자 오비는 비단으로 만들어졌지만 폭이 좁고 길이가 짧으며, 장식이 여자가 차는 것에 비해 적어서 상대적으로 가격이 저렴하다.

## 구성
기모노의 가장 기본적인 옷은 긴 원피스 모양의 나가기(長着)이며, 허리끈인 오비로 나가기를 둘러 여멘다. 상황의 성격에 맞춰 나가기 위에 겉옷인 하오리 등을 덧입는다. 바지인 하카마는 나가기 위에 덧입으며 주로 남자가 격식을 차릴 때 입는다.  엄지 발가락과 둘째 발가락 사이가 갈라진 다비라는 버선을 신으며, 조리, 게타 등의 신발을 신는다.

## 구조
미고로(身頃)는 앞쪽 길(마에미고로, 前身頃)인 오른쪽 길과 왼쪽 길, 그리고 뒷쪽 길(우시로미고로, 後身頃)을 부르는 말이다. 현재 기모노의 표준적인 재단 방법은 마에미고로의 오른쪽 길과 왼쪽 길을 두 개의 옷감으로 구성한다. 마에미고로와 우시로미고로가 이어지는 어깨 부분은 꿰매지 않은 채 연결되어 있다. 우시로미고로는 척추 부분을 꿰매어 나뉜 부분을 봉합한다.
오른쪽 길과 왼쪽 길의 각 끝에서 옷깃에서 옷 아래 끝부분까지 길게 이어지는 부분은 오쿠미(衽)이며, 앞쪽 길에 꿰매어져 있는 옷섶에 해당한다. 우와마에(上前)는 소매를 제외한 기모노의 왼쪽 앞부분이다. 왼쪽의 마에미고로와 오쿠미, 옷깃 일부를 가리키는 말로, 겉섶에 해당한다. 기모노를 입을 때는 오른쪽 오쿠미를 먼저 감으므로 왼쪽 오쿠미 쪽이 오른쪽 오쿠미보다 앞으로 가게 된다. 이와 반대로 시타마에(下前)는 소매를 제외한 기모노의 오른쪽 앞부분을 말하며, 오른쪽의 마에미고로과 오쿠미, 옷깃 일부를 가리키는 말로, 안자락에 해당한다. 오쿠미의 맨 위 끝 부분은 켄사키(剣先)라고 부른다. 구체적으로는 마에미고로와 에리, 오쿠미가 닿는 점이며, 기모노의 치수를 재는데 기준점으로 쓰인다. 오쿠미 길이와 가슴 둘레 치수에 따라 그 길이가 정해진다.
에리(衿)는 옷깃에 해당하며, 혼에리와 카케에리를 통틀어서 부르는 명칭이다. 겉깃은 오모테에리(表衿), 안깃은 우라에리(裏衿)라고 부른다. 카케에리(掛衿)는 토모에리(共衿)라고도 부르며, 옷깃 가운데에 목 부분에 때를 타기 쉬운 쪽을 가린 옷감 부분이다. 겉감과 같은 천을 사용할 때는 토모에리, 더러운 부분이 눈에 띄지 않게 다른 색의 천을 사용하면 카케에리라고 부르기도 한다. 혼에리(本衿)는 지에리(地衿), 또는 그냥 에리라고도 한다. 목 주위와 가슴 쪽에 있는 부분에 꿰맨 길다란 옷감 부분으로, 옷깃에 해당한다. 혼에리는 에리의 주요한 부분으로, 여기에 카케에리를 덧댄다.
소데(袖)는 기모노 좌우의 팔이 들어가는 부분으로, 소매에 해당한다. 소데 아래에 처진 넓은 부분은 타모토(袂)라고 부른다.
미타케(身丈)는 기모노의 완성 치수로, 어깨의 봉긋한 부분부터 옷자락까지의 세로 길이를 말한다. 남자 기모노에서는 옷길이와 같은 치수로, 신장에서 머리 부분을 줄인 치수이다. 여자 기모노는 허리 위치에서 미고로를 작게 접고 기장에서 남은 부분을 걷어 올려 허리 부분에 끈으로 매어 두기 때문에 옷길이보다 길어져 신장과 같은 치수로 친다. 카타하바(肩幅)는 어깨 폭을 말하며, 등솔기에서 우시로미고로와 소데의 경계선까지의 길이이다. 나가기 종류의 카타하바는 보통 30에서 32 cm 정도이며, 카타하바의 약 두 배 길이는 왼쪽 어깨부터 오른쪽 어깨까지의 길이보다 긴 편이다. 소데하바(袖幅)는 기모노를 입지 않고 평면 바닥에 두었을 때의 소데 좌우 방향의 길이이다. 나가기 종류의 소데하바는 33에서 34 cm 정도이다. 유키타케(裄丈)는 등솔기에서 소데 끝부분까지의 길이를 말하며, 카타하바와 소데하바를 더한 길이이다. 소데타케(袖丈)는 소데하바와 반대로 소데의 상하 방향을 측정한 길이이다. 나가기의 경우 49에서 51 cm 정도이다. 소데구치(袖口)는 소데의 끝부분인 소맷부리의 길이를 말하며, 원주의 반으로 표현한다. 평면도 재단에서는 사각형으로 표시한다. 소데의 좌우를 누비지 않을 경우 소데타케와 소데구치의 길이가 같게 된다. 고소데의 경우는 소데 끝부분을 일부를 누비었기 때문에 소데구치가 소데타케보다 짧다. 나가기 종류의 소데구치는 보통 20에서 23 cm 정도이다.

## 종류
여성용 나가기

남성용 나가기
기모노의 범위는 정장에서 평상복에 이르기까지 매우 다양하다. 여자 기모노의 격식 수준은 대부분 옷감의 무늬와 색상에 따라 결정된다. 나이가 어린 여성의 기모노는 소매가 긴데, 이것은 결혼을 하지 않았다는 것을 뜻하며, 나이가 많은 여성의 격식을 갖춘 기모노보다 훨씬 화려한 경향이 있다. 남자 기모노는 보통 한 가지 기본 형태이며, 주로 단조로운 색상이 들어가게 입는다. 격식의 수준에는 장신구 색상의 종류, 옷감, 가문의 문양인 가몬의 개수 또한 격식의 수준을 결정짓는 요소인데, 특히 가몬이 다섯 개가 들어간 기모노는 최고로 격식을 갖춘 의상이다. 비단은 기모노의 가장 일반적인 옷감이다. 면화나 폴리에스테르 섬유로 제작한 기모노의 경우는 캐주얼 스타일에 가깝게 만들어진다.

### 여자 기모노
기모노는 특별한 행사가 있을 때 착용하는 것이 일반적이다. 현대의 일본 여성들은 과거와는 달리 기모노를 입을 수 있는 기회가 많지 않기 때문에, 입는 과정이 복잡한 기모노를 직접 입는 것이 힘들다. 전형적인 여자 기모노 의상은 열두 가지 이상의 부분으로 나뉘기 때문에 이것을 입기 위해서는 공인된 전문 기모노 의상인의 도움이 필요하다. 이러한 의상인은 특별한 행사가 있을 때 미장원이나 가정 방문을 통해서 불려나와 기모노를 입혀준다.
여성의 나이, 결혼 여부, 행사의 격식 수준에 따라서 입는 기모노의 종류도 달라지므로, 적절한 기모노를 선택하는 것이 중요하다.

#### 후리소데
후리소데(振袖)는 결혼하지 않은 여성이 입는 기모노이다. 주로 성인식이나 결혼식과 같은 행사 때 많이 입는다.

#### 도메소데
도메소데(留袖)는 결혼한 여성이 입는 기모노이다. 옷감의 색상에 따라 검은 바탕에 무늬를 넣은 구로토메소데(黒留袖)와 여러 종류의 단색 바탕에 무늬를 넣은 이로토메소데(色留袖)로 나뉜다. 두 종류 모두 무늬는 허리 아래 부분에만 새겨져 있다. 구로토메소데는 소매와 가슴, 등부분에 다섯 개의 가몬(家紋, 가문)이 새겨져 있으며, 결혼한 여성이 입는 가장 격조 높은 예복으로 통한다. 결혼식에서 양가의 어머니가 입는 경우가 많다. 이로토메소데는 검은색 이외의 색으로 염색한 옷감으로 만든 도메소데를 말하며, 결혼식에서 주로 양가의 가까운 친척들이 입는다. 가몬은 세 개나 한 개 정도로, 구로토메소데보다 적게 새긴다. 일본의 궁중에서는 검은색이 상을 뜻하기 때문에 구로토메소데를 입지 않는 것이 관례이며, 훈장 수여와 같은 행사로 궁중에 입궐하는 경우, 이로토메소데를 정식으로 입어야 한다.

#### 호몬기
호몬기(訪問着)는 방문할 때 입는 옷이라는 뜻을 가지고 있는 약식 예복으로, 결혼 여부나 나이에 상관없이 입을 수 있다. 한 폭의 그림처럼 어깨에서 솔기, 소매까지 이어지는 무늬인 에바하오리(繪羽)가 특징이다. 흰색 옷감을 가봉한 후 밑그림을 그린 다음 솔기를 다시 뜯어내어 밑그림에 따라 옷감을 염색하여 만든다. 츠케사게와 형태가 밀접하게 유사하다. 신부의 친한 친구가 예복으로 입고 오는 경우가 많으며, 연회에서도 많이 입는다.

#### 쓰케사게
쓰케사게(付け下げ)는 근대에 와서 만들어진 의상으로, 가봉한 상태에서 어깨와 소매, 옷깃에 독립적인 문양을 집어넣어서 같은 방향의 무늬가 나오도록 만든다. 무늬에 따라서는 호몬기보다 격식을 갖춘 의상이지만, 주로 의식이 아닌 연회와 같은 사교 행사에서 많이 입는다.

#### 이로무지
이로무지(色無地)는 단색의 기모노로, 주로 다도를 할 때 많이 입는다. 가몬을 넣어서 호몬기처럼 입을 수도 있고, 검은 오비를 둘러서 상복으로도 입을 수 있다. 염색한 비단에 무늬가 들어있는 경우도 있지만 따로 문양을 넣지 않는다.

#### 고몬
고몬(小紋)은 자잘한 무늬라는 뜻을 가진 기모노로, 옷 전체에 자잘하게 반복되는 무늬가 특징이다. 주로 격식을 차리지 않고 외출할 때 많이 입는 의상으로, 오비에 따라서는 식당과 같은 곳에서 예복으로도 입을 수 있다. 츠케사게와 마찬가지로 가봉한 상태에서 염색하여 만든다.
에도고몬(江戸小紋)은 에도 시대 다이묘의 예복인 가미시모에서 온 무늬가 적용된 종류의 고몬으로, 그 무늬가 매우 세밀하여 멀리서 보았을 경우 무지로 보이기도 한다. 가타를 이용한 높은 수준의 염색 기술이 필요한 의상으로, 평상복과 예복으로 모두 입을 수 있다.

#### 우치카케
우치카케(打掛)는 결혼식에서 신부가 입는 매우 격조 높은 기모노이다. 화려한 무늬로 장식되어 있는 경우가 많으며 오비를 두른 기모노에 겉옷으로 입기 때문에 오비를 두르지 않는다. 바닥에 끌릴 수 있기 때문에 옷단을 덧대었다. 결혼 예복으로의 우치카게는 하얀색이거나 빨간색을 기본으로 한 화려한 색상이다.

#### 모후쿠
모후쿠(喪服)는 죽은 자에게 예를 갖추는 기모노이다. 무늬가 없는 검은 비단으로 만들며, 다섯 가몬을 제외하면 어떤 무늬도 들어가지 않는다. 오비를 비롯한 장신구들 또한 모두 검은색으로 통일해야 한다. 영결식, 장례식, 화장과 같은 불교 장례 행사를 지내는 날에 죽은 사람의 친족들이 입는다. 과거에는 흰색이었다가 메이지 시대 이후 검은색이 되었으며, 죽은 사람의 경우는 계속해서 흰색의 기모노를 입는다. 일부 지역에서는 현대에 와서도 흰색을 입기도 한다. 친족이 아닐 경우에는 검은색 장신구가 있는 단색의 이로무지를 입음으로써 애도를 상징한다.

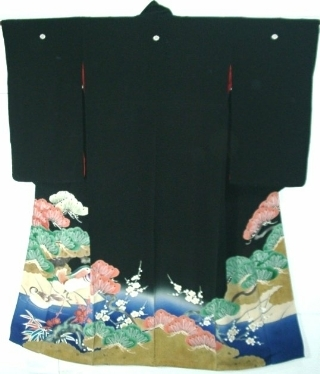
구로도메소데
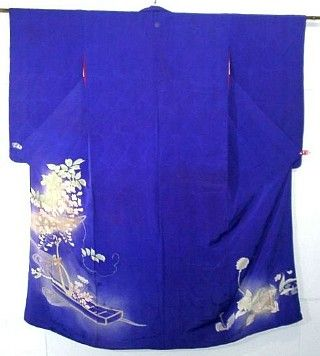
이로도메소데
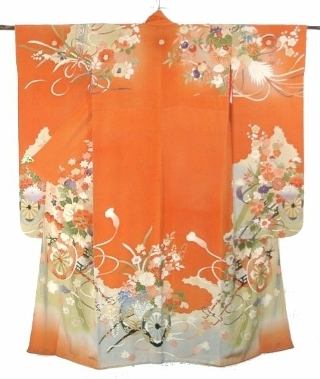
후리소데
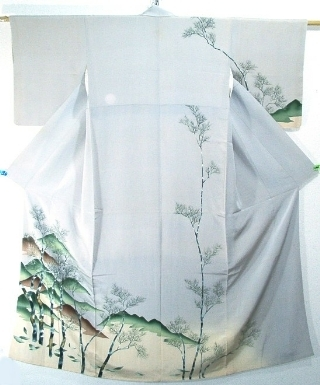
호몬기
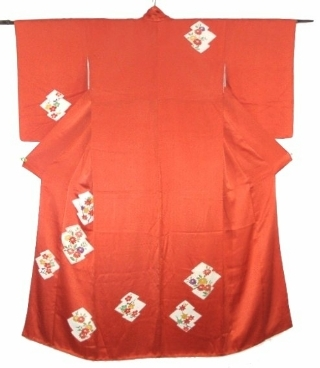
쓰케사게
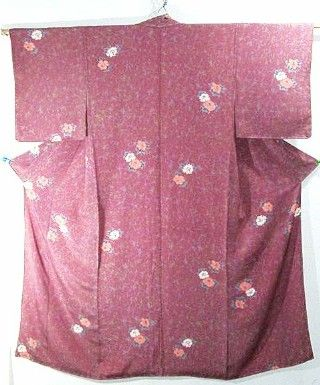
고몬
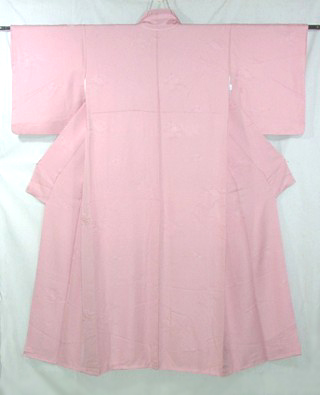
이로무지
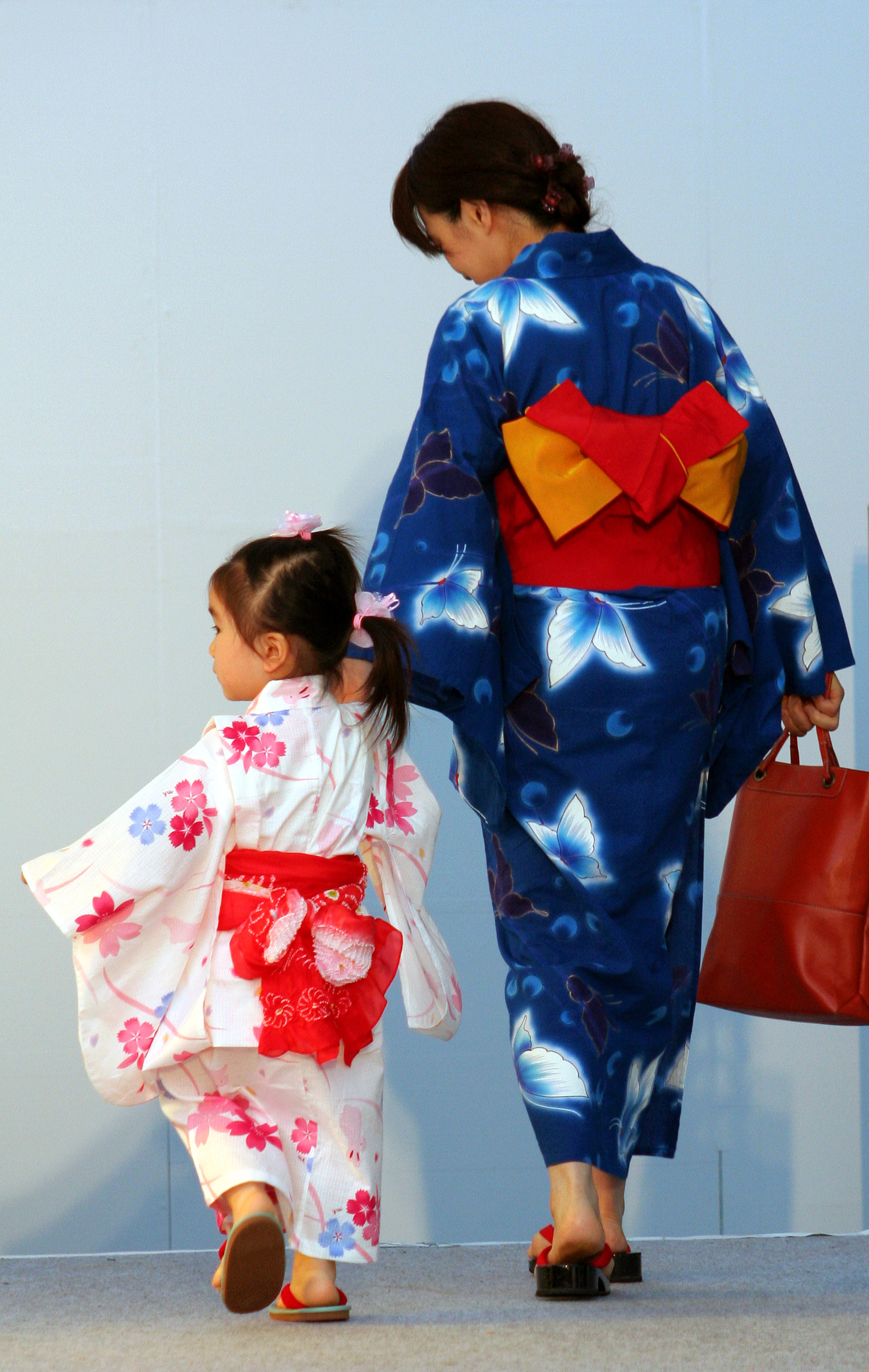
유카타

### 남자 기모노

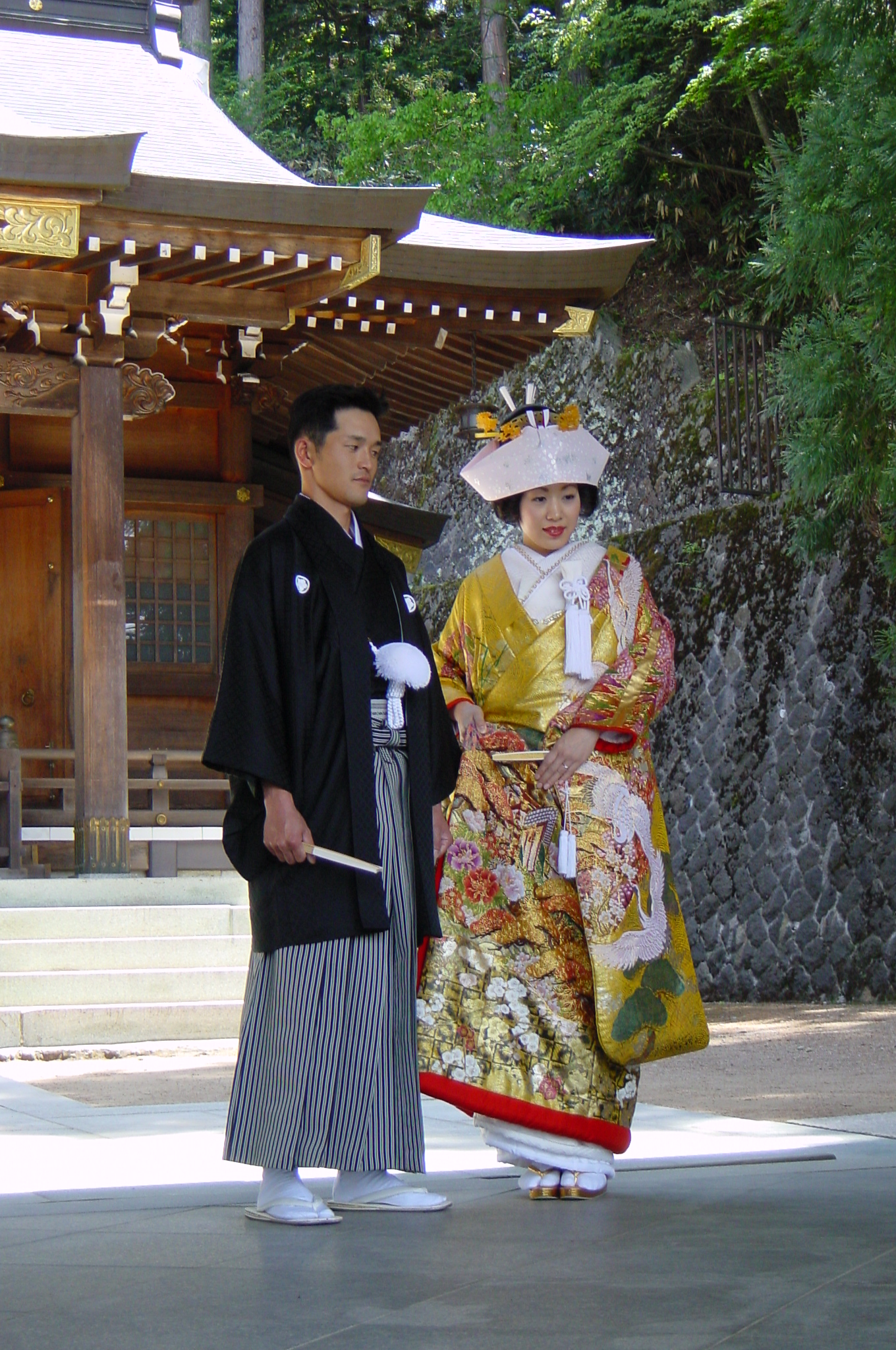
신토 형식의 결혼 복장을 갖춘 신랑과 신부. 신부는 하양 기모노, 신랑은 검정 기모노에 하카마, 검은 하오리를 입었다.

여자 기모노에 비해 남자 기모노 의상은 매우 단순하며, 전형적으로 신발을 제외한 다섯 부분으로 나뉜다. 소매는 여자 기모노와 다르게 밑부분까지 기모노의 몸체에 모두 붙어 있다. 이 때문에 허리에 두른 오비에 맞게 소매가 여자 기모노에 비해서는 약간 좁은 편이다.
현대 남자 기모노가 갖는 확연한 차이점은 옷감이다. 전형적인 남자 기모노는 채도가 낮은 검은 계통의 색상으로, 검은색, 남색, 녹색, 갈색이 일반적이다. 옷감은 광택이 없는 재질을 사용한다. 희미한 무늬로 짜여진 옷감은 캐주얼한 기모노에서 주로 찾아볼 수 있다. 좀 더 현대적인 기모노의 경우 밝은 보라색, 녹색, 파란색으로 염색되어 있기도 하다. 스모 선수도 적자색과 같이 꽤 밝은 계통의 기모노를 입고 등장하기도 한다.
가장 격식을 갖춘 남자 기모노는 몬츠키하카마(紋付袴)이다. 메이지 시대 이후부터 제 1 예장으로 정해진 것으로, 나가기 위에 하오리(외투)와 하카마(바지)를 입는 방식이다. 나가기와 하오리는 모두 검은색 비단에 가슴과 어깨, 등 부분에 다섯 가몬이 새겨져 있어야 한다. 가몬이 세 개일 경우 격식의 정도는 약간 낮아진다. 하카마의 경우 세로줄 무늬를 가진 견직물이나 폴리에스테르를 소재로 사용하며, 무늬가 없는 것은 약식으로 친다. 격식을 갖출 때는 장신구와 하얀 속옷(나가쥬반) 또한 한 쌍으로 착용한다.

## 관련 의상

### 유카타
유카타(浴衣)는 여름철에 입는 안감을 덧대지 않은 평상복 기모노의 일종으로, 면화나 아마포, 삼으로 만든다. 남녀노소의 구분이 없이 축제를 보러 외출할 때에 많이 입는다. 온천 휴양지에서도 목욕 후에 입고 다니도록 대여하는 경우가 많으며, 휴양지만의 무늬가 새겨진 유카타를 빌리기도 한다.

### 나가주반

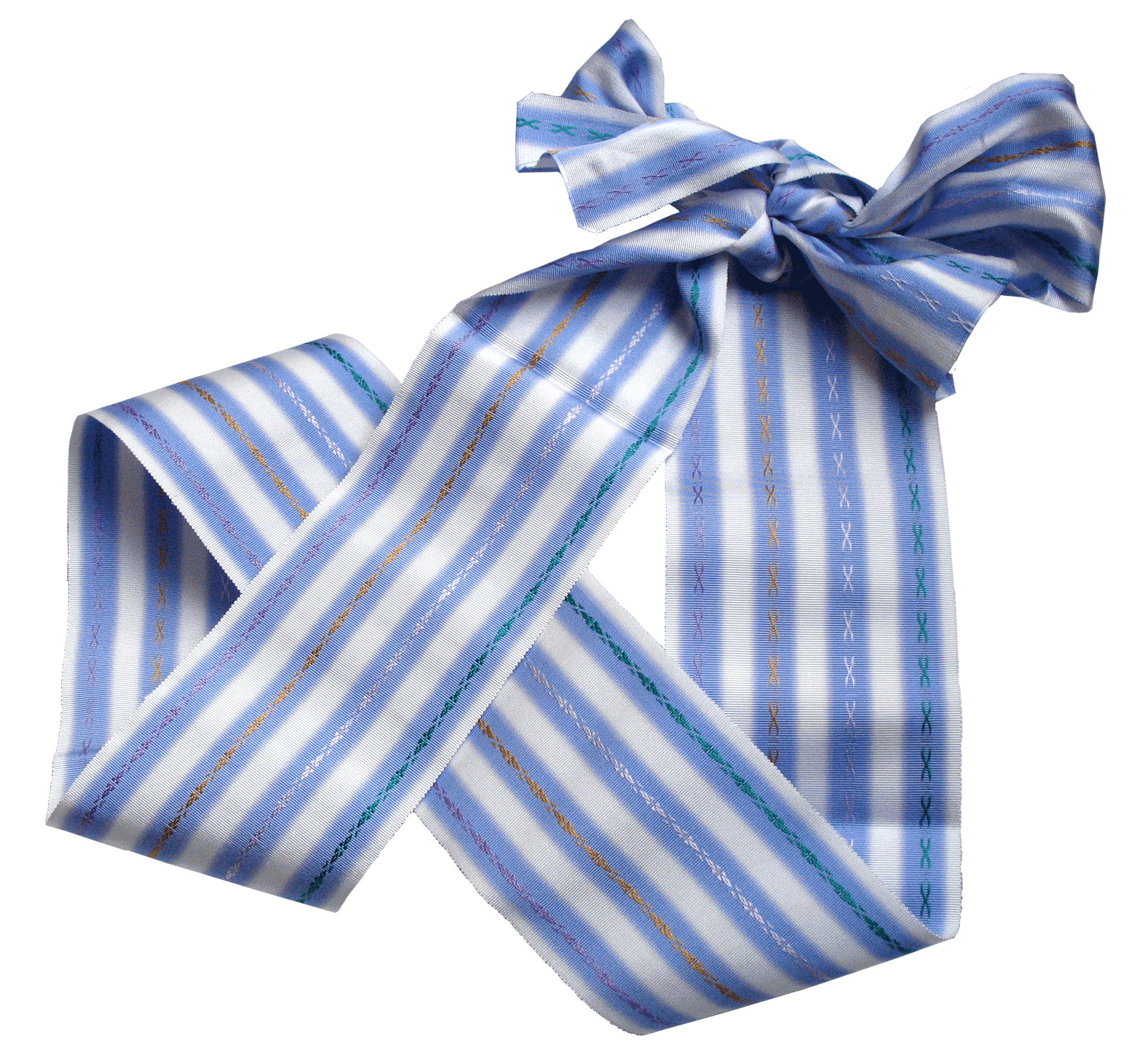
다테지메

나가주반(長襦袢, 또는 주반)은 기모노와 비슷한 형태를 가진 옷으로, 겉옷 안에 입는 남녀 공용 의상이다. 비단 기모노가 섬세하고 깨끗하게 다루는데 어려움이 있기 때문에, 나가주반을 입으면 착용자의 피부에 접촉하는 것을 막아주어 때가 타는 것을 막을 수 있다. 겉에 기모노를 입었을 경우에는 나가주반의 동정 부분만 보이게 된다. 대부분의 나가주반은 떼어낼 수 있는 동정으로 만들어져 있기 때문에 겉옷에 맞게 바꿀 수 있고, 옷 전체가 아닌 동정만 따로 세탁할 수도 있다. 격식을 차린 나가주반의 색상은 하얀색이지만, 겉의 기모노처럼 아름답게 꾸미거나 무늬가 있는 경우도 종종 있다. 남자 기모노는 무늬와 색상이 절제되어 있기 때문에, 나가주반 또한 절제된 디자인과 색상으로 따라 입는다.
하다주반(肌襦袢)은 속옷과 같이 얇은 의상으로, 나가주반 안에 입는다. 스소요케(裾除け)는 여자가 입는 얇은 속치마와 같은 의상으로, 나가주반 안에 입는다. 스소요케와 하다주반은 원피스 형태로 입는 경우도 있다. 다테지메(伊達締め)는 속옷을 여미는 끈으로, 나가주반을 고정한다.

### 하카마와 하오리
하카마(袴)는 허리보다 아래를 가리는 의복의 일종으로, 폭이 넓은 바지와 비슷하다. 크게 바지로 되어있는 우마노리하카마와 치마로 되어있는 안돈바카마로 나눈다. 나가기 위에 입은 후 옷에 달린 끈으로 묶는다. 예부터 남자가 입는 예장으로 간주해 왔으나 현대에 와서는 여자들도 착용하는 경우가 많아졌다. 합기도와 같은 유도계에서는 하카마를 많이 입는다. 여자는 졸업식에서 정장으로 입는 경우가 많으며, 궁도복이나 신토의 무녀복으로도 입는다. 무늬에 따라서 격식의 수준도 달라진다.
하오리(羽織)는 엉덩이나 넓적다리까지 끝단이 내려가는 기모노 외투로, 격식을 차릴 때 입는다. 메이지 시대 이전까지는 남자만이 착용하도록 되어 있었다. 현대에 와서는 남자와 여자 모두 입으며, 여자 기모노 외투의 경우는 길이가 더 긴 것이 많다.
합피(法被)는 일본의 가게의 종업원이 전통적으로 입어왔던 하오리의 하나로, 오늘날에는 축제에도 많이 입는다.

### 히요쿠
히요쿠(比翼)는 전통적으로 기모노 안에 입는 떠있는 안감, 또는 속기모노이다. 전통적으로 여자 기모노는 히요쿠나 떠있는 안감과 함께 입었다. 히요쿠는 기모노 안에 입는 두 번째 기모노라고도 할 수 있으며, 기모노의 전통적인 레이어드룩이기도 하다. 현대 일본에서 자주 착용하지 않지만, 기모노와 히요쿠를 겹쳐입는 형태는 매우 다양한 의미를 갖는다. 오늘날에는 분리된 히요쿠 안감을 입는 대신에 기모노 자체에 안감을 덧대어 입어 옷깃에만 멋을 부리는 것이 대부분이다.
일반적으로 현대 일본에서는 기모노와 히요쿠를 겹쳐입는 것에 특별한 의의를 갖지 않으며, 오직 마이코와 게이샤만이 춤과 성적인 암시를 위해, 주로 목덜미를 강조하면서 이 겹쳐 입기 기술을 사용한다. 또한, 현대 일본의 전통 신토 결혼식에는 신부가 기모노를 히요쿠와 함께 입기도 한다.

## 부속품

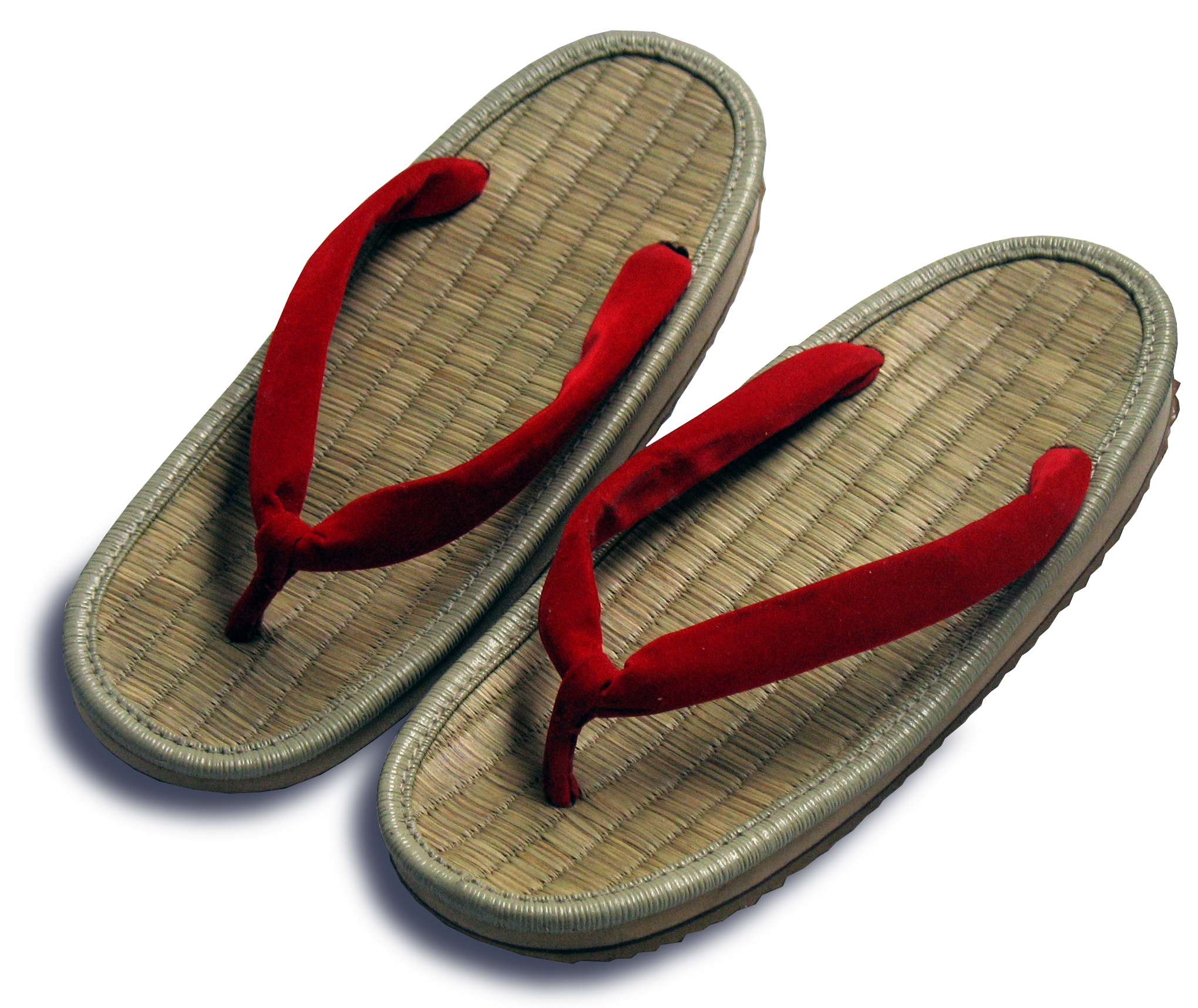
여자가 신는 짚 조리

### 오비
오비(帯)는 기모노에 매는 일종의 장식띠로, 남자와 여자 모두 맨다. 여기에 함께 쓰이는 오비지메(帯締め)는 오비가 풀어지는 것을 막는 얇은 끈으로, 오비 주위에 둘러맨다.

### 신발
기모노를 입을 때는 버선 형태인 다비를 신은 후, 게다와 조리를 신는다. 다비(足袋)는 발목까지 올라오는 버선으로, 조리나 게다를 신을 때 함께 신는다. 신발에 맞추기 위해 엄지 발가락과 둘째 발가락 사이 부분이 따로 갈라져 있는 형태이다. 격식을 갖출 때는 하얀색, 평상시에는 색깔이 있는 것으로 신으나 현대에 와서는 크게 구별하지 않는다. 게타(下駄)는 남녀공용의 나막신으로, 유카타를 입을 때 신는다. 게이샤의 경우는 독특한 형태의 게다를 신는다. 조리(草履)는 목면이나 가죽으로 만든 굽이 낮은 슬리퍼 형태의 신이다. 장식이 없거나 복잡하게 꿰매어 화려한 장식으로 꾸미기도 한다. 플립플랍스와 유사하다.

## 관리
과거에는 기모노를 세탁하기 위해 제봉된 부분을 풀어야 했다. 세탁 후에 다시 꿰매어 착용했다. 이런 세탁 방법을 아라이 하리(洗い張り)라고 부른다. 제봉된 실을 다 뽑고, 다시 꿰매야 하는 수작업을 해야했기 때문에 세탁하는 것이 매우 번거로웠다.